# عطا أباد (آق التين)
عطا أباد (بالفارسية: عطاآباد) هي قرية تقع في إيران في غلستان. يقدر عدد سكانها بـ 4,526 نسمة .